# Johann Gottlob Zobel
Johann Gottlob Zobel (* 30. Januar 1748 in Mittelgirbigsdorf bei Görlitz; † 18. März 1816) war ein deutscher Historiker, Syndikus, Richter sowie Schöffe, Konsul und Zweiter Bürgermeister, jeweils in Görlitz. Einzelne Quellen nennen ihn Ehrenbürgermeister. Zobels herausragendes Werk ist das Verzeichnis oberlausizischer Urkunden, das mitunter das teuerste wissenschaftliche Eigentum der Oberlausitzischen Gesellschaft der Wissenschaften genannt (1835) bzw. durch das Zobel als „der unvergessliche Urkundenforscher der Oberlausitz“ (1926)  bezeichnet wurde.

## Leben
Johann Gottlob war ein Sohn des Johann Daniel Zobel. Christiane Charlotte Zobel kaufte das im Jahr 1726 abgebrannte Haus Neißgasse 7 („Eckhaus am Hainwald“) und baute es neu auf. Johann Gottlob ist bis zu seinem Tod der letzte seiner Familie gewesen, der dieses Hauses bewohnte.
Über Zobels Jugend ist wenig bekannt, er soll sich als Schüler für die „vaterländische und vaterstädtische Geschichte“ sowie für die Verfassung interessiert haben. In Leipzig studierte er Geschichte.
Heinrich Gottfried Bauer, unter dem Zobel im Jahr 1770 promovierte, nannte Zobel gegenüber Ernst Friedrich Haupt, bzw. nach des letzteren Auskunft „einen der talentvollsten, fleißigsten und sittlich gediegendsten“ Studenten. Gleichfalls habe Haupts Mitbewohner August Wilhelm Ernesti ihm gegenüber Zobel als ein „Muster des Fleißes und der Bescheidenheit“ beschrieben.
Zobel beschrieb (nach Haupts Bericht), wie ihm nach dem Studium die Forderung nach ausgeübter juristischer Praxis als Voraussetzung für ein Amt oder einen Ratsstuhl missfiel. Auch kritisierte Zobel die juristische Praxis im Leipziger Rat selbst, was er aber, um ein Amt zu erlangen, verheimlichen musste. Beispielsweise sei beim Anhören verworrener oder unwissender Klienten zu viel Zeit verschwendet worden, Klienten habe man die wegen eigener auswärtiger Termine längere Prozessdauer bezahlen lassen und außerdem seien die Schriften durch „recht viele lateinische Brocken“ undeutsch aufgebläht gewesen.
Im Jahr 1771 wurde Zobel Oberamtsadvokat, 1777 Senator, 1782 Schöffe und 1788 Stadtrichter.
Von 1799 bis 1805 verfasste er 8 Hefte des Verzeichnisses Oberlausitzischer Urkunden, wodurch die Oberlausitz gegenüber „manchen größern Ländern“ ein Vorreiter gewesen sei. Gustav Köhler nannte Zobels Urkundenwerk einen kostbaren Schatz. Den zweiten Band mit 12 Heften stellte Zobel im Jahr 1824 nach den Befreiungskriegen fertig. Aus moderner Betrachtungsweise ist der jeweilige verkürzte Urkundeninhalt und der fehlende Ausstellungsort zu bemängeln. Auch die Datierungen sind teils unzuverlässig. Das Interesse war von Anfang an gering und bis zum Jahr 1804 wurden nur sechzig Hefte verkauft. Dennoch ist Zobels Werk ein „unverzichtbarer Wegweiser durch die Masse der damals bekannten etwa 7.000 Oberlausitzer Urkunden“. Es existiert in vier nicht ganz identischen Exemplaren, die sich in der Christian-Weise-Bibliothek in Zittau (Abschrift), im Ratsarchiv Görlitz (Zobel’sche private Sammlung/Exemplar) und in der Universitätsbibliothek Breslau (ausgelagertes Hauptwerk, ehemals im Besitz der Oberlausitzischen Gesellschaft der Wissenschaften; ausgelagertes Neumann’sches Exemplar, ehemals Teil der Milich’schen Bibliothek) befinden.
Zobel verfasste einige Aufsätze, darunter im Jahr 1802 zur einen chronologischen Beitrag zur Geschichte des Klosters Oybin.
Im Jahr 1806 wurde Zobel vom Gremium zum Bürgermeister ernannt, allerdings „nach dem jedesmaligen amtsführenden Bürgermeister“. Zobel sei „nicht wortreich [gewesen], aber was er sagte drang durch“.

## Werk
Hauptwerk, früher im Besitz der Oberlausitzischen Gesellschaft der Wissenschaften
- Verzeichnis Oberlausitzischer Urkunden, Band 1. 8 Hefte. 1799–1805. (MDZ, Archive.org)
  - Heft 1: 965 bis 1346. Görlitz 1799. S. 1–46.
  - Heft 2: 1347 bis 1378. Görlitz 1800. S. 49–102.
  - Heft 3 und 4: 1379 bis 1419. Görlitz 1800. S. 105–200.
  - Heft 5 bis 8: 1419 bis 1490. Görlitz 1805. S. 1–45 (Heft 5); 46–82 (Heft 6); 83–127 (Heft 7); 128–170 (Heft 8)
- Verzeichnis Oberlausitzischer Urkunden, Band 2. 12 Hefte. 1803–1824. (MDZ; Google-Books)
  - Hefte 9 bis 12: 1490 bis 1525. (Online)
  - Heft 13: 1526 bis 1547. S. 133–166. (Online)
  - Heft 14: 1547 bis 1576. S. 166–219. (Online)
  - Hefte 15 und 16: 1577 bis 1636. S. 220–307 (Online)
  - Hefte 17 bis 20: 1637 bis 1803. S. 308–434. (Online)
  - Nachtrag zu Band 1. S. 435 bis 444. (Online)